# Corry Evans

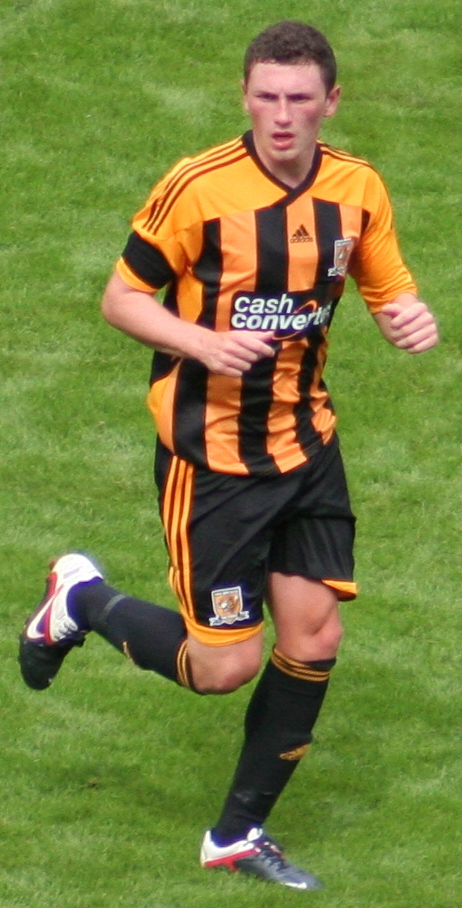
Corry Evans (2011)

Corry John Evans (* 30. července 1990, Belfast, Severní Irsko, Spojené království) je severoirský fotbalový záložník či obránce a reprezentant v současnosti hrající za anglický klub Blackburn Rovers FC.
Hraje na postu defenzivního středopolaře nebo stopera.

## Klubová kariéra
- Manchester United FC (mládež)
- Manchester United FC 2009–2011
- →  Carlisle United FC (hostování) 2010
- →  Hull City AFC (hostování) 2011
- Hull City AFC 2011–2013
- Blackburn Rovers FC 2013–

Evans působil ve své profesionální fotbalové kariéře v klubech Manchester United FC, Hull City AFC, Carlisle United FC, Blackburn Rovers FC (všechny Anglie).

## Reprezentační kariéra
Corry Evans absolvoval svůj debut za severoirský národní A-tým 6. 6. 2009 v přátelském utkání v Pise proti mužstvu Itálie (prohra 0:3). Se svým týmem se mohl v říjnu 2015 radovat po úspěšné kvalifikaci z postupu na EURO 2016 ve Francii (byl to premiérový postup Severního Irska na evropský šampionát). Zúčastnil se EURA 2016 ve Francii, kam jej nominoval trenér Michael O'Neill.